# Ansar al-Sunna (Moçambic)
Ansar al-Sunna (traduït com els defensors de la tradició), Al-Xabab, Ahlu al-Sunna i Swahili Sunna, és un grup militant islamista actiu a la província de Cabo Delgado, Moçambic. El grup ha atacat les forces de seguretat i a civils en un intent d'establir un Estat islàmic en la zona. Encara que en un vídeo de 2019 es mostraven militants que professaven lleialtat a l'EI, els membres rarament es refereixen a si mateixos com a part d'aquest grup. A més, quasi mai emeten propaganda.
Segons s'informa, el grup va ser format en Cabo Delgado per seguidors del clergue radical kenyà Aboud Rogo Mohammed, que es va reassentar a Moçambic després de la seva mort en 2012. El grup es va fer cada vegada més violent en 2017, duent a terme atacs contra objectius governamentals i civils. Els fons per al grup provenen del contraban il·legal, les xarxes religioses i els traficants de persones, que el grup utilitza per a enviar reclutes a Tanzània, Kenya i Somàlia per al seu entrenament militar i ideològic.
Segons s'informa, els membres de Ansar al-Sunna són en la seva majoria moçambiquesos dels districtes de Mocimboa dona Praia, Palma i Macomia, però també inclouen a estrangers de Tanzània i Somàlia. Segons s'informa, els membres del grup parlen portuguès, kimwani i suahili. El grup recluta activament a joves moçambiquesos descontents amb el govern degut a l'alta taxa de desocupació i a la falta d'oportunitats econòmiques.